# 群の表現
数学において、群の表現（ぐんのひょうげん、英: group representation）とは、抽象的な群 G の元 g に対して具体的な線形空間 V の正則な線形変換としての実現を与える準同型写像 π: G → GL(V) のことである。線型空間 V の基底を取ることにより、π(g) をより具体的な正則行列として表すことができる。

## 定義

### 群の表現
群 G の各元 g に対して線形空間 V 上の線形変換 T(g) が対応し、
{\displaystyle T(gh)=T(g)T(h)}
が成り立つとき、g を T(g) に対応させる写像 T: G → GL(V) を群 G の線形空間 V 上の表現といい、線形空間 V を群 G の表現空間という。すなわち群 G の表現とは「群 G から線形空間 V 上の正則な線形変換のつくる群への準同型写像」のことである。
v ∈ V, g ∈ G に対して T(g)v のことを単に g ⋅ v あるいは gv と表すことが多い。
表現空間は群上の加群と見ることもできる。このとき表現空間は群環 CG 上表現加群と呼ばれ、このことを強調するために VCG と表すこともある。

### 表現行列
表現空間を明示したいときは組 (V, T) で表現を表す。表現空間 V の次元 n を表現の次元という。表現空間 V に適当な基底を導入すれば、T(g) は具体的に n 次正方行列で書き表せるから、群 G の表現とは「Gから正則行列の成す群 GLn への準同型写像である」といってもよい。このとき行列 T(g) を g の表現行列と呼ぶ。
つまり群 G に対応して行列の集合 {\displaystyle \Gamma =\{\,T(g)\mid g\in G\,\}} があり、任意の群の元 g, h に対して T(gh) = T(g)T(h) が成り立つとき、これらの行列を群 G の表現行列という。

### 同値な表現
群 G の2つの表現 (T1, V) と (T2, W) が与えられたとき、ある線型同型 S: V → W が存在して、すべての元 g に対して相似変換
{\displaystyle ST_{1}(g)S^{-1}=T_{2}(g)}
で繋がるならば、表現 T1 と T2 は同値あるいは同型であるといい、両者は本質的には同じ表現である。この条件はすべての元 g に対して次の図式が可換であるといってもよい。
{\displaystyle {\begin{array}{ccc}V&{\stackrel {T_{1}(g)}{\longrightarrow }}&V\\{\scriptstyle S}\downarrow &&\downarrow {\scriptstyle S}\\W&{\stackrel {T_{2}(g)}{\longrightarrow }}&W\end{array}}}
なお、一般に、全単射とは限らないこのような変換を絡作用素という。

## 特別な表現

### 恒等表現・忠実表現
対応 g ↦ T(g) は一般には単射であるとは限らない。たとえば、すべての元 g に恒等変換を対応させるものも表現であって、これは恒等表現あるいは自明表現と呼ばれる。一方、対応 g ↦ T(g) が単射のときはその表現は忠実な表現であるという。

### 既約表現
{\displaystyle \{\,T(g)\mid g\in G\,\}} で不変な表現空間 V ≠ {0} の部分空間が Vと {0} のふたつ以外に存在しないとき、表現 (V, T) は既約であるという。既約でない表現を可約という。特に表現空間をいくつかの既約な不変部分空間の直和に分解できる場合、その表現を完全可約であるという。マシュケの定理より複素数体上における有限群の有限次元表現は常に完全可約である。既約表現に対して次の重要な補題が成り立つ：
シューアの補題T を群 G の代数的閉体上における有限次元既約表現とすると、すべての T(g) と可換な変換は恒等変換の定数倍に限られる。
また適当な相似変換によってブロック対角型になる（簡約できる）表現を直可約表現、直可約でない表現を直既約表現という。
有限群の同値でない複素数体上の有限次元既約表現の数は、群の共役類の数と等しい。

### ユニタリ表現
すべての T(g) がユニタリ変換であるような表現をユニタリ表現と呼ぶ（直交変換はユニタリ変換の特別な場合であるから、直交変換による表現もユニタリ表現である）。

### 誘導表現
有限群 G の部分群 H を取り、剰余類分解の完全代表系 t1, …, tm をひとつ固定する。
{\displaystyle G=t_{1}H\amalg \dotsb \amalg t_{m}H.}
体 F 上の表現 T: H → GLn(F) の誘導表現 TG: G → GLnm(F) とは次で定義される群 G の表現のことである。
{\displaystyle T(g)={\begin{bmatrix}T(t_{i}^{-1}gt_{j})\end{bmatrix}}_{1\leq i,j\leq m}}
ただし {\displaystyle x\not \in H} のときは T(x) = 0 とする。誘導表現は剰余類分解の代表系の取り方に依存しない。
誘導表現 TG の次数は表現 T の次数の |G : H| 倍である。また自明な部分群の自明な表現の誘導表現は群 G の正則表現を与える。
部分群 H の表現加群を U としたとき誘導表現から定まる群 G の表現加群のことを誘導加群といい、UG, U↑G あるいは IndG
H U で表す。代数のテンソル積を使って UG = U ⊗FHFG と定義しても同型な表現加群が定義できる。

## 具体例
3次対称群 G = S3 の複素数体 C 上の有限次元な既約表現は同値なものを除くと次で定まる準同型写像 T1, T2, T3 の3つである。
- 1次元の自明表現 T1: G → GL1(C)

(1, 2)(3) ↦ [1], (1, 2, 3) ↦ [1]
- 符号表現 T2: G → GL1(C)

(1, 2)(3) ↦ [−1], (1, 2, 3) ↦ [1]
- T3 : G → GL2(C)

(1, 2)(3) ↦ {\displaystyle {\begin{bmatrix}0&1\\1&0\end{bmatrix}}}, (1, 2, 3) ↦ {\displaystyle {\begin{bmatrix}e^{2\pi i/3}&0\\0&e^{-2\pi i/3}\end{bmatrix}}}

## 基本的な定理

### Frobenius相互律
有限群 G の部分群 H を取る。群 G の表現 T : G → GL(V) に対し、部分群 H への制限表現 TH : H → GL(V) を TH(h) = T(h) で定める。またこの制限表現から定まる部分群 H の表現加群のことを制限加群といい、VH, V↓H あるいは ResGHV で表す。このとき線型空間としての同型
{\displaystyle \operatorname {Hom} _{FH}(U,V_{H})\cong \operatorname {Hom} _{FG}(U^{G},V),\quad f\mapsto {\big (}\sum _{t\in G/H}u\otimes t\mapsto \sum _{t\in G/H}f(u)t{\big )}}
{\displaystyle \operatorname {Hom} _{FH}(V_{H},U)\cong \operatorname {Hom} _{FG}(V,U^{G}),\quad f\mapsto {\big (}v\mapsto \sum _{t\in G/H}f(vt^{-1})\otimes t){\big )}}
が成り立つ。これをFrobenius相互律 (Frobenius reciprocity) という。

### Mackeyの分解定理
有限群 G の部分群 H, K を取り、その両側剰余類分解を
{\displaystyle G=\coprod _{t\in H\backslash G/K}HtK}
とする。このとき FH 加群 W について FK 加群として次の同型が成り立つ。
{\displaystyle (W^{G})_{K}\cong \bigoplus _{t\in H\backslash G/K}(W_{H^{t}\cap K}^{t})^{K}}
ここで Wt は FHt 加群で、線形空間としては W と同型であり、Wt の元を（形式的に）wt と表したとき、その作用は wtht = (wh)t で定める。この FHt 加群 Wt は W の共役加群と呼ばれることがある。

### Cliffordの定理
有限群 G の正規部分群 N を取る。このとき FN 加群 W に対して
{\displaystyle T=\{\,t\in G\mid W^{t}\cong W\,\}}
を W の惰性群（inertia group）という。
既約 FG 加群 V とその制限 VN の既約部分 FN 加群 W に対して、分岐指数（ramification index）と呼ばれる自然数 e が存在して、次の FN 加群としての同型が成り立つ。
{\displaystyle V_{N}\cong e\bigoplus _{t\in G/T}W^{t}}

## 量子力学における群の表現
量子力学におけるハミルトニアン {\displaystyle {\hat {H}}} が、ある変換群 G で不変であるとすると、1つのエネルギー固有値 E に属するハミルトニアン {\displaystyle {\hat {H}}} の固有空間は群 G のユニタリ表現の表現空間になっている。したがって群 G の既約なユニタリ表現を知ることで、ハミルトニアン {\displaystyle {\hat {H}}} の固有状態を分類することができる。これが原子や分子の状態や素粒子の分類に群論が有力な道具となる理由である。